# Багатугтунское сельское муниципальное образование
Багатугту́нское се́льское муниципа́льное образова́ние — сельское поселение в Яшалтинском районе Калмыкии.
Административный центр — посёлок Бага-Тугтун.

## География
Багатугтунское СМО расположено в северо-западной части Яшалтинского района в пределах Кумо-Манычская впадинаКумо-Манычской впадины. Граничит на юге и западе с Манычским СМО, на востоке и севере — с Ростовской областью. Северная граница СМО проходит по реке Маныч (Пролетарское водохранилище).
Гидрография
Гидрографическая сеть относительно развита и представлена водотоками бассейна Западного Маныча и оросительными каналами. Крупнейшее озеро на территории СМО — Улюнь (Улюны).
На территории Багатугтунского СМО проблема номер один — водоснабжение. Вода отсутствует даже в пруду — единственном водохранилище села.

### Климат
Температура воздуха имеет резко выраженный годовой ход. Годовая амплитуда абсолютных температур воздуха составляет 80ºС. Максимальная температура июля — плюс 42°С, минимальная температура января — минус 34—36°С, средняя температура января — минус 5—8°С, средняя температура июля — плюс 23—26°С. Тепловыми ресурсами территория Багатугтунского СМО обеспечена достаточно хорошо, сумма температур составляет 3745-3960°С. Вегетационный период с температурой выше 10°С продолжается от 180 до 213 дней.
Температура летом до +50,средняя-38-40С
Минерально-сырьевые ресурсы
На территории Багатугтунского СМО располагается ряд месторождений полезных ископаемых. Повсеместно распространено кирпично-черепичное сырье, локальное распространение имеет поваренная соль. Также в пределах СМО имеется ряд месторождений углеводородного сырья (1 нефтегазовое и 2 нефтяных).

## История
Современные границы Бага-Тугтунского СМО установлены законом Республики Калмыкия от 10 июня 2002 года № 210-II-З

## Население
| 2002 | 2010 | 2011 | 2012 | 2013 | 2014 | 2015 |
| ---- | ---- | ---- | ---- | ---- | ---- | ---- |
| 1139 | ↘953 | ↘944 | ↘916 | ↘892 | ↘857 | ↘834 |
| 2016 | 2017 | 2018 | 2019 | 2020 | 2021 |      |
| ↘804 | ↘780 | ↘752 | ↘736 | ↘725 | ↗803 |      |

Население СМО распределено неравномерно. Большая часть проживает в посёлке Бага-Тугтун.

### Национальный состав
По данным Всероссийской переписи населения 2010 года:
| Национальность | Численность (чел.) | Процентное соотношение |
| -------------- | ------------------ | ---------------------- |
| Русские        | 483                | 50,68%                 |
| Калмыки        | 174                | 18,26%                 |
| Аварцы         | 132                | 13,85%                 |
| Даргинцы       | 72                 | 7,55%                  |
| Чеченцы        | 35                 | 3,67%                  |
| Другие         | 57                 | 5,98%                  |
| Всего          | 953                | 100,00%                |

## Состав сельского поселения
| № | Населённый пункт | Тип населённого пункта          | Население |
| - | ---------------- | ------------------------------- | --------- |
| 1 | Бага-Тугтун      | посёлок, административный центр | ↘614      |
| 2 | Красный Маныч    | посёлок                         | ↘172      |
| 3 | Новая Жизнь      | посёлок                         | ↘69       |
| 4 | Пролетарский     | посёлок                         | ↘98       |

До 2002 года в состав СМО входил ныне упразднённый посёлок Гюдик.

## Экономика
В настоящее время основная часть территории СМО используется для сельскохозяйственного производства. Основной отраслью сельского хозяйства рассматриваемой территории является животноводство. Природные условия территории (степные ландшафты, континентальный климат) определили формирование овцеводческой специализации шерстно-мясного направления и скотоводства мясного направления. На территории СМО действуют 17 КФХ и личные подсобные хозяйства.